# Elateridium wianamitensis
Elateridium wianamitensis là một loài bọ cánh cứng trong họ Elateridae. Loài này được Tillyard miêu tả khoa học năm 1916.